# Johanna Heldin
Johanna Heldin (født 29. august 1994) er en svensk curlingspiller.
Hun repræsenterede Sverige under vinter-OL 2022 i Beijing, hvor hun tog bronze.